# Cord Jefferson
Cord Jefferson (Tucson, 1982) é um escritor e cineasta estadunidense. Depois de estudar no College of William & Mary, iniciou uma carreira no jornalismo, onde escreveu para inúmeras publicações antes de se tornar editor do site Gawker até 2016.
Jefferson passou a trabalhar como escritor de televisão. Ele escreveu para a série noturna do Comedy Central The Nightly Show com Larry Wilmore (2015–2016), a série de comédia da Netflix Master of None (2017) e a sitcom da NBC The Good Place (2017–2019). Por seu trabalho na série limitada da HBO Watchmen (2019), ele recebeu o Primetime Emmy Award de melhor roteiro para série limitada ou filme. Estreou na direção de longas-metragens com a comédia-drama satírica American Fiction (2023), pela qual recebeu indicações de melhor filme e melhor roteiro adaptado no 96º Oscar.

## Juventude e educação
Cord Jefferson nasceu em Tucson, Arizona, filho de mãe branca e pai negro. Seu pai é advogado. Depois de morar fora dos Estados Unidos por vários anos, até Jefferson completar cinco anos, a família voltou para Tucson. Seu avô materno ficou chocado com a escolha de sua filha de se casar com um homem negro e excluiu ela e seu neto de sua vida. Os pais de Jefferson se divorciaram quando ele tinha 14 anos, após o primeiro ano do ensino médio.
Ele frequentou o College of William & Mary em Williamsburg, Virgínia. Seu pai frequentou a faculdade de direito lá. Após a faculdade, Jefferson morou em Los Angeles e no Brooklyn, Nova Iorque.
A mãe de Jefferson morreu em 2016 de câncer. Quando seu pai precisou de um transplante de rim em julho de 2008, Jefferson doou um dos seus, viajando para a Arábia Saudita, onde seu pai mora. Jefferson escreveu um ensaio pessoal sobre a experiência, lembrando que foi tratado de fibrilação atrial e que, após a cirurgia, parou de fumar e passou a cuidar melhor de sua saúde.

## Carreira

### 2009–2016: Jornalismo eGawker
Como escritor, Jefferson começou no jornalismo. Entre seus primeiros trabalhos foram escrever para Stereohyped e MollyGood. Ele passou vários anos como editor na Gawker até seu fechamento em 2016. Ele também escreveu para publicações como USA Today, Huffington Post, The Root e The New York Times Magazine.

### 2014–presente: trabalho na televisão e estreia no cinema
Jefferson começou sua carreira na televisão em 2014 como redator da série dramática de comédia Survivor's Remorse da Starz antes de escrever para a série da Comedy Central The Nightly Show com Larry Wilmore de 2015 a 2016. Jefferson então se tornou editor de histórias e produtor consultor da série de comédia da Netflix de Aziz Ansari, Master of None (2017), e a sitcom da NBC criada por Michael Schur, The Good Place (2017-2019), pela qual recebeu indicações ao Writers Guild of America Award. Por seu trabalho na série limitada da HBO Watchmen (2019), ele recebeu o Primetime Emmy Award de melhor roteiro para série limitada ou filme pelo episódio "This Extraordinary Being". Em meados de 2020, Jefferson trabalhou em uma série de TV sobre sua época escrevendo para o Gawker. Ele está desenvolvendo o programa para Apple TV+. Mais tarde naquele ano, ele assinou um contrato geral com a Warner Bros.
Em 2021, Jefferson atuou como escritor e produtor supervisor da série limitada da HBO, Station Eleven. Estreou-se na direção de longas-metragens com o filme satírico American Fiction (2023), que ganhou o People's Choice Award no Festival Internacional de Cinema de Toronto.

## Filmografia

### Cinema
| Ano  | Título           | Papel                       | Notas |
| ---- | ---------------- | --------------------------- | ----- |
| 2023 | American Fiction | Diretor, escritor, produtor |       |

### Televisão
| Ano       | Título                              | Papel                            | Notas                               |
| --------- | ----------------------------------- | -------------------------------- | ----------------------------------- |
| 2014      | Survivor's Remorse                  | Escritor                         | 6 episódios                         |
| 2015–2016 | The Nightly Show with Larry Wilmore | Escritor                         | 196 episódios                       |
| 2017      | Master of None                      | Editor, produtor                 | 10 episódios                        |
| 2017–2019 | The Good Place                      | Escritor, editor, co-produtor    | 25 episódios                        |
| 2019      | Succession                          | Consultor                        | 10 episódios                        |
| 2019      | Watchmen                            | Escritor, editor                 | 9 episódios                         |
| 2021      | Station Eleven                      | Escritor, supervisão de produção | Episódio: "The Severn City Airport" |